# Liste der Bodendenkmale in Pirna
In der Liste der Bodendenkmale in Pirna sind die Bodendenkmale der Stadt Pirna und ihrer Ortsteile nach dem Stand der Auflistung von Harald Quietzsch und Heinz Jacob aus dem Jahr 1982 aufgelistet. Eventuelle Änderungen und Ergänzungen, insbesondere aus der Zeit nach der Wende, sind nicht berücksichtigt, da für Sachsen aktuell keine neueren allgemein zugänglichen Bodendenkmallisten vorliegen. Die Baudenkmale sind in der Liste der Kulturdenkmale in Pirna aufgeführt.
| Denkmal-ID | Fundart            | Ortsteil            | Bezeichnung          | Zeitstellung    | Lage | Bemerkungen                                                          | Bild |
| ---------- | ------------------ | ------------------- | -------------------- | --------------- | --- | -------------------------------------------------------------------- | ---- |
| ?          | besonderer Stein   | Bonnewitz           | Steinkreuz           | Spätmittelalter | südöstlich des Ortskerns, nordwestlich der Straße nach Wünschendorf, Radeberger Straße 22b (Garten)       | drei Kreuze eingeritzt, Schutz seit 27. Juli 1972                    |      |
| ?          | besonderer Stein   | Graupa (Großgraupa) | Steinkreuz           | Spätmittelalter | im Ort, nördlich an der Dorfstraße                                                                        | undeutliche Klingeneinzeichnung, Schutz seit 10. Mai 1972            |      |
| ?          | besonderer Stein   | Graupa (Großgraupa) | Steinkreuz           | Spätmittelalter | nordwestlich des Orts im Borsbergwald, am Kreuzrundweg                                                    | Messer eingeritzt, Schutz seit 21. Juni 1972                         |      |
| ?          | besonderer Stein   | Pirna               | Steinkreuzstumpf     | Spätmittelalter | südsüdöstlich des Ortskerns, nordnordöstlich der Straßenkurve beim Schützenhaus, Fußweg an der Feldgrenze | Oberteil verschollen, restauriert                                    |      |
| ?          | besonderer Stein   | Pirna               | Steinkreuz           | Spätmittelalter | südwestlicher Ortsausgang, nordwestlich vor der Dippoldiswalder Straße 35                                 | Schutz seit 27. Juli 1972                                            |      |
| ?          | besonderer Stein   | Pirna               | Steinkreuz           | Spätmittelalter | südsüdwestlich des Orts, ostsüdöstlich an der Zehistaer Straße, gegenüber von Nr. 36                      | Kreuzchen eingehauen, Schutz seit 27. Juli 1972                      |      |
| ?          | besonderer Stein   | Pirna               | Steinkreuz           | Spätmittelalter | südsüdöstlich des Ortskerns, westlich an der Straße nach Krietzschwitz, nördlich des Vorwerks Mannewitz   | Schutz seit 27. Juli 1972                                            |      |
| ?          | Befestigung > Burg | Pirna               | Wehranlage           | Mittelalter     | südsüdöstlich des Ortskerns, nordnordöstlich der Straßenkurve beim Schützenhaus                           | durch breiten Graben abgeschnittener Sporn, modern überbaut          |      |
| ?          | besonderer Stein   | Zehista             | Steinkreuz           | Neuzeit?        | nordöstlich des Orts, oberer Westhang des Kohlbergs, am Weg vom ehemaligen Gasthof zur Kiesgrube          | Initialen eingemeißelt                                               |      |
| ?          | Befestigung > Burg | Zehista             | vermutete Wasserburg | Mittelalter     | südlicher Ortsrand, Südteil des Gutsparks                                                                 | von künstlichem Graben umgebene Rundinsel, Schutz seit 10. März 1966 |      |